# Comstock (månekrater)
Comstock er et nedslagskrater på Månen. Det befinder sig på Månens bagside og er opkaldt efter den amerikanske astronom George C. Comstock (1855 – 1934).
Navnet blev officielt tildelt af den Internationale Astronomiske Union (IAU) i 1970. 

## Omgivelser
Comstockkrateret ligger nordøst for den bjergomgivne slette Fersman og nord for Weylkrateret.

## Karakteristika
Dette er et eroderet krater, som har adskillige små kratere liggende langs randen. Et af disse ligger forbundet med randens inderside og kratervæg og strækker sig et stykke over kraterbunden. En samling små kratere ligger over den syd-sydvestlige kant og den indre væg. Kraterbunden er mærket af adskillige småkratere, og der er spor af strålemateriale fra Ohmkrateret mod øst-sydøst.

## Satellitkratere
De kratere, som kaldes satellitter, er små kratere beliggende i eller nær hovedkrateret. Deres dannelse er sædvanligvis sket uafhængigt af dette, men de får samme navn som hovedkrateret med tilføjelse af et stort bogstav. På kort over Månen er det en konvention at identificere dem ved at placere dette bogstav på den side af satellitkraterets midte, som ligger nærmest hovedkrateret. Comstockkrateret har følgende satellitkratere:
| Comstock | Længde  | Bredde   | Diameter |
| -------- | ------- | -------- | -------- |
| A        | 24,8° N | 121,2° V | 21 km    |
| P        | 20,1° N | 122,7° V | 26 km    |

## Måneatlas
- Billeder af Comstockkrateret i LPI-måneatlasset